# Kootanae House
La Kootanae House ou Kootenae House était un poste de la traite des fourrures situé aujourd'hui non loin d'Invermere, dans la province de Colombie-Britannique au Canada.

## Histoire
Ce poste construit en 1807 par le chasseur de fourrure Jaco Finlay appartenait à la Compagnie du Nord-Ouest. Premier poste du commerce de la fourrure du bassin du Columbia, il servait de point de départ à des expéditions de chasse dans la région. Il fut abandonné seulement cinq ans après sa construction.
En juillet 2005, des recherches archéologiques sont menées par l'agence gouvernementale canadienne Parcs Canada en association avec la nation amérindienne Kootenay afin de confirmer l'histoire de ce poste.

### Référence
- (en) Cet article est partiellement ou en totalité issu de l’article de Wikipédia en anglais intitulé « Kootanae House » (voir la liste des auteurs).